# Telmatoscopus erratilis
Telmatoscopus erratilis är en tvåvingeart som beskrevs av Quate 1965. Telmatoscopus erratilis ingår i släktet Telmatoscopus och familjen fjärilsmyggor. Inga underarter finns listade i Catalogue of Life.